# NWB Unternehmensteuern und Bilanzen – StuB
NWB Unternehmensteuern und Bilanzen – StuB aus dem NWB Verlag ist eine Fachzeitschrift für Steuer- und Bilanzrecht.

## Zielgruppe und Inhalte
Die StuB richtet sich an Steuerberater, Wirtschaftsprüfer und Praktiker im Steuer- und
Rechnungswesen von Unternehmen. In ihrem Themenmix verbindet sie die Bereiche Steuer- und Bilanzrecht, die in der Praxis der Leser oft eng miteinander verknüpft sind. Neben aktuellen Informationen zu Rechtsprechung und Gesetzesänderungen finden sich in jeder Ausgabe Fachbeiträge zu ausgewählten Bilanzierungsthemen sowie praxisnahe Fallstudien mit konkreten Handlungsempfehlungen.

## Herausgeber und Lieferumfang
Die  NWB Unternehmensteuern und Bilanzen – StuB  erscheint zweimal monatlich in einer Auflage von rund 2250 Exemplaren (Verlagsangabe) im NWB Verlag, Herne (vormals: Verlag Neue Wirtschafts-Briefe) und wird herausgegeben von Norbert Lüdenbach.
Neben der gedruckten Ausgabe erhalten  Abonnenten eine Tablet-Ausgabe der Zeitschrift, den E-Mail-Newsletter sowie einen Zugang zur NWB Datenbank in das Online-Archiv der Zeitschrift, angereichert mit   weiterführenden Informationen und   Arbeitshilfen.